# Slängserud
Slängserud (en sueco, [ˈkɑːɭstɑː(d)]), es un pueblo de Suecia que se encuentra al norte de Karlstad. Es la capital de la ciudad homónima y Värmland.
- Datos: Q17379626